# کارلوس لازارو
کارلوس لازارو (انگلیسی: Carlos Lázaro؛ زادهٔ ۱۳ نوامبر ۱۹۹۰) بازیکن فوتبال اهل اسپانیا است.
از باشگاه‌هایی که در آن بازی کرده‌است می‌توان به باشگاه فوتبال هرکولس، باشگاه فوتبال دپورتیوو آلاوس، باشگاه فوتبال میراندس، باشگاه فوتبال اوئسکا، و باشگاه فوتبال رئال وایادولید اشاره کرد.
وی همچنین در تیم ملی فوتبال زیر ۱۹ سال اسپانیا بازی کرده‌است.